# Gianluca Grava
Gianluca Grava (* 30. März 1977 in Caserta) ist ein italienischer Fußballspieler.

## Werdegang
Grava begann seine Karriere bei Casertana. Über die ebenfalls unterklassig spielenden FC Turris, Ternana Calcio und FC Catanzaro kam er im Januar 2005 zum in der drittklassigen Serie C unter dem Namen Napoli Soccer antretenden SSC Neapel. Am Ende der Spielzeit 2005/06 stieg er mit dem Klub in die Serie B auf. Nachdem der Klub die Namensrechte im Mai 2006 zurückerworben hatte und seinen alten Namen annahm, trug Grava als Stammspieler zum Durchmarsch in die Serie A bei. Dort kam er in seiner ersten Erstligasaison in der Hälfte der Spiele zum Einsatz, da er beim im März 2009 neu verpflichteten Trainer Roberto Donadoni ins zweite Glied gerückt war. Im Stadion El Madrigal wurde Gianluca Grava am 9. Dezember 2011 im letzten Gruppenspiel der UEFA Champions League 2011/12 eingesetzt, als sein SSC Neapel das Achtelfinale erreichte. Im Dezember 2012 wurde er aufgrund seiner Beteiligung am italienischen Wettskandal der Saison 2011/12, wegen der Unterschlagung einer Meldung zur Spielmanipulation, für 6 Monate gesperrt. Die Sperre wurde inzwischen wieder aufgehoben.

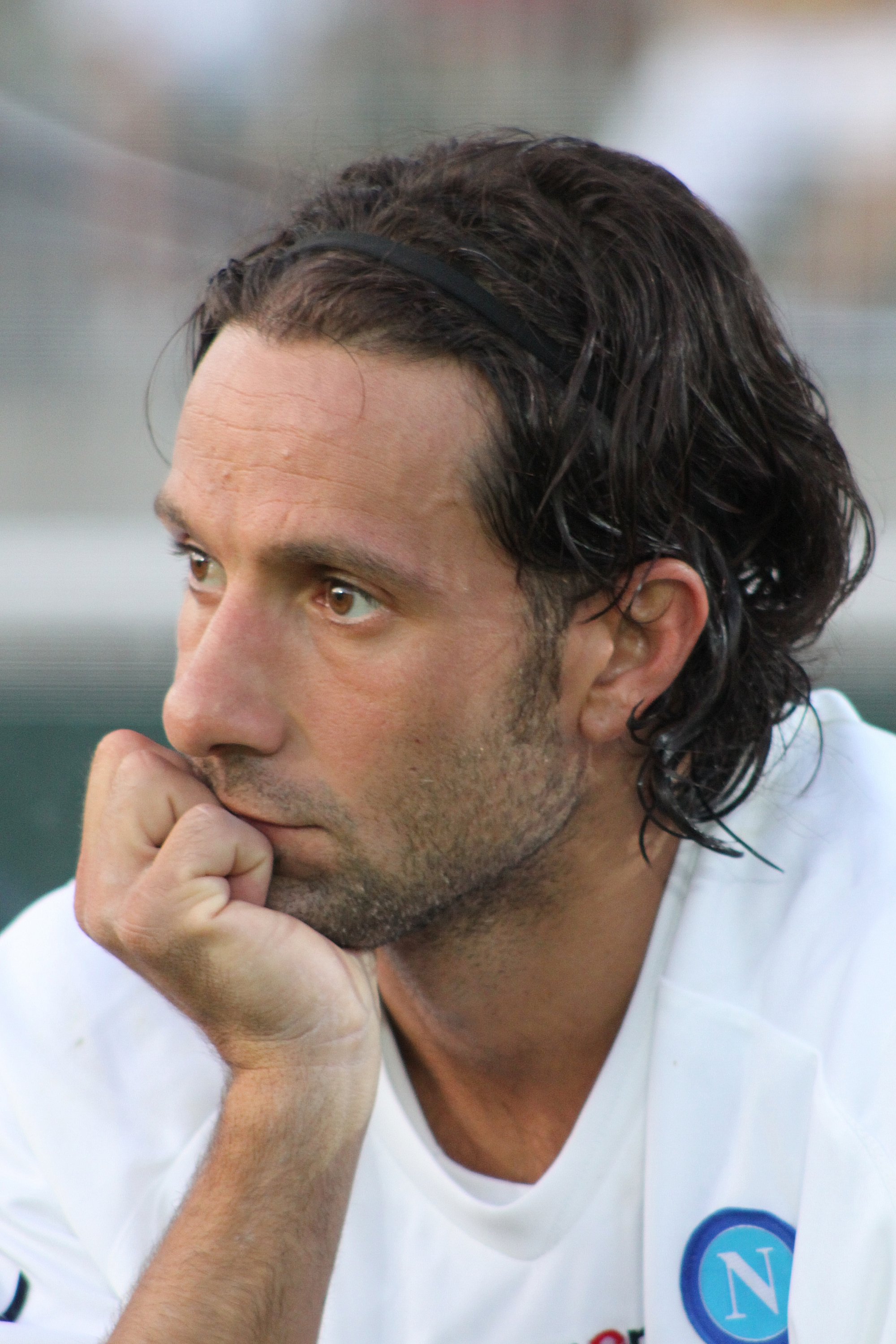
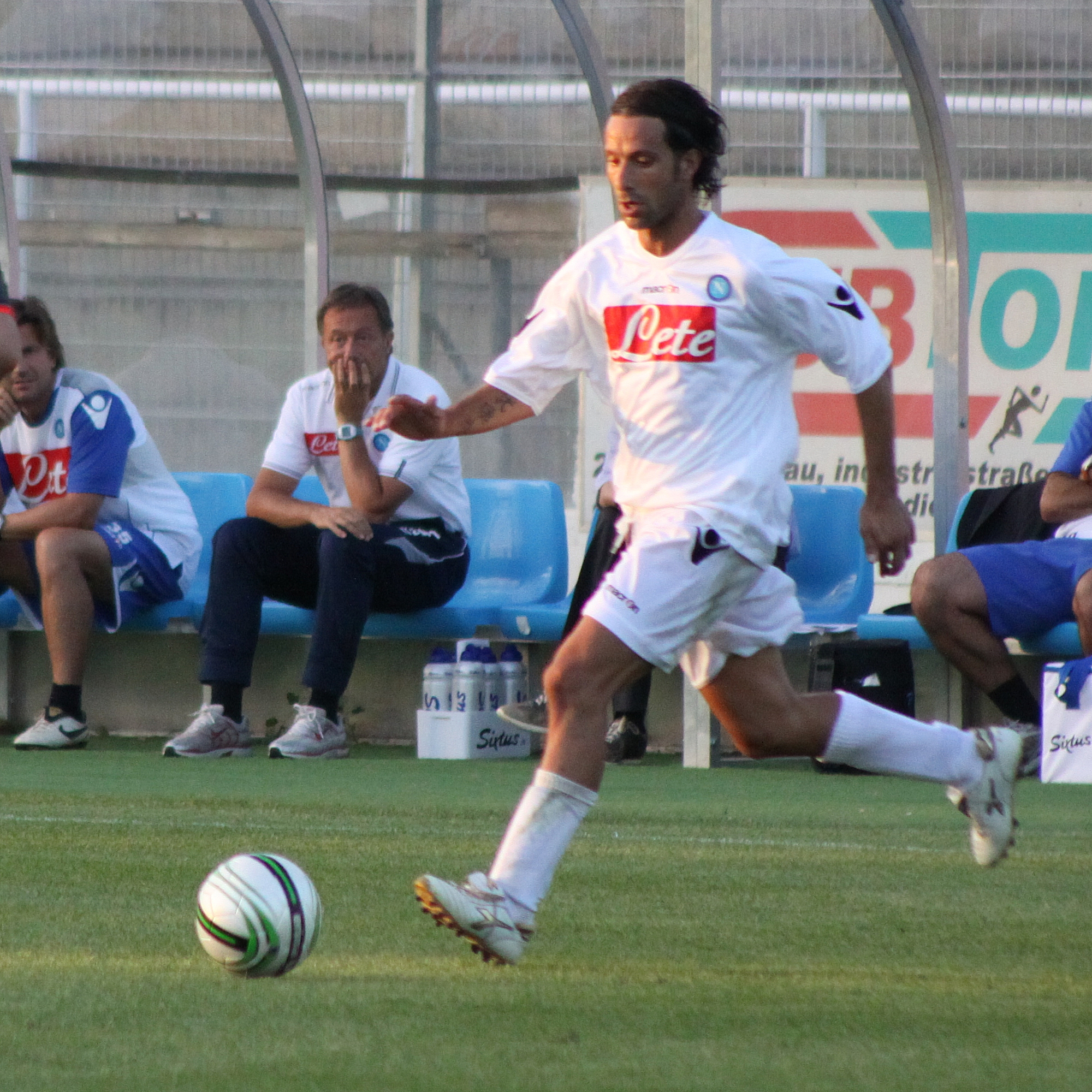

## Erfolge
- Italienischer Pokalsieger: 2011/12